# Rodrigo Opazo
Rodrigo Opazo (* 7. Januar 1994) ist ein chilenischer Leichtathlet, der sich auf den Sprint spezialisiert hat.

## Sportliche Laufbahn
Erste Erfahrungen bei internationalen Meisterschaften sammelte Rodrigo Opazo im Jahr 2019, als er bei den Südamerikameisterschaften in Lima mit 21,92 s in der ersten Runde im 200-Meter-Lauf ausschied und mit der chilenischen 4-mal-100-Meter-Staffel in 40,32 s den vierten Platz belegte. Anschließend nahm er an der Sommer-Universiade in Neapel teil und schied dort mit 10,86 s im Vorlauf über 100 m aus und verpasste in der 4-mal-400-Meter-Staffel mit 3:20,32 min den Finaleinzug.
2019 wurde Opazo chilenischer Meister in der 4-mal-100-Meter-Staffel.

## Persönliche Bestzeiten
- 100 Meter: 10,53 s (0,0 m/s), 24. April 2019 in Cochabamba
  - 60 Meter (Halle): 7,14 s, 3. Februar 2018 in Hamburg
- 200 Meter: 20,90 s (0,0 m/s), 26. April 2019 in Cochabamba